# Boer zkt Vrouw (Vlaanderen)
Boer zkt Vrouw is een Belgisch televisieprogramma, gebaseerd op het Engelse format Farmer Wants a Wife. Het programma wordt sinds 2004 uitgezonden door de commerciële zender VTM en gepresenteerd door Dina Tersago. Vanaf het elfde seizoen in 2018 tot en met seizoen 13 in 2020 fungeerde An Lemmens als co-presentatrice. In 2009 en 2012 werd tevens een serie van drie speciale afleveringen uitgezonden onder de titel Boer zocht Vrouw, waarin werd nagegaan hoe het de eerdere deelnemers inmiddels verging.

## Opzet
In de serie zoekt een aantal vrijgezelle boeren een partner om hun leven mee te delen. Eerst wordt het kijkerspubliek voorgesteld aan de boeren en uitgenodigd om hen een brief te schrijven. Tot en met seizoen 7 werden daarna de vijf boeren met de meeste brieven geselecteerd en moesten de andere boeren het programma vroegtijdig verlaten. Sinds seizoen 8 is dit niet meer het geval. Aan de hand van de brieven kiezen de boeren een vooraf bepaald aantal favoriete dames, die ze dan gedurende het programma beter leren kennen. Geleidelijk aan wordt het aantal dames gereduceerd, tot er nog één dame overblijft.
| Seizoen | Aantal boeren       | Presentatie  | Presentatie                                                   | Locaties | Locaties                                                      | Speciaal |
| Seizoen | Aantal boeren       | Presentatie  | Presentatie                                                   | België   | Buitenland                                                    | Speciaal |
| ------- | ------------------- | ------------ | ------------------------------------------------------------- | -------- | ------------------------------------------------------------- | --- |
| 1       | 10 (5 geselecteerd) | Dina Tersago |                                                               | Ja       | Nee                                                           | |
| 2       | 10 (5 geselecteerd) | Dina Tersago | Voor de eerste keer deed er een boerin mee                    | Ja       | Nee                                                           | |
| 3       | 10 (5 geselecteerd) | Dina Tersago |                                                               | Ja       | Nee                                                           | |
| 4       | 11 (5 geselecteerd) | Dina Tersago | 2 deelnemers werden verliefd op elkaar                        | Ja       | Nee                                                           | |
| 5       | 8 (5 geselecteerd)  | Dina Tersago | Voor de eerste keer werd er een vrouw voor een boerin gezocht | Ja       | Nee                                                           | |
| 6       | 10 (5 geselecteerd) | Dina Tersago | Ja                                                            | Ja       |                                                               | |
| 7       | 10 (5 geselecteerd) | Dina Tersago | Nee                                                           | Ja       |                                                               | |
| 8       | 5                   | Dina Tersago | Nee                                                           | Ja       | Er namen 2 broers deel                                        | |
| 9       | 5                   | Dina Tersago | Ja                                                            | Ja       | Oudste deelnemer 63 jaar                                      | |
| 10      | 6                   | Dina Tersago | Nee                                                           | Ja       |                                                               | |
| 11      | 5                   | Dina Tersago | An Lemmens                                                    | Nee      | Ja                                                            | Alle boeren woonden in het buitenland onder editie Boer zkt Vrouw: De Wereld Rondt                             |
| 12      | 5                   | Dina Tersago | An Lemmens                                                    | Nee      | Ja                                                            | Alle boeren woonden in het buitenland onder editie Boer zkt Vrouw: De Wereld Rondt                             |
| 13      | 6                   | Dina Tersago | An Lemmens                                                    | Ja       | Nee                                                           | Voor de eerste keer werd er een man voor een boer gezocht. Editie onder titel Boer zkt Vrouw - Home Sweet Home |
| 14      | 5                   | Dina Tersago |                                                               | Ja       | Nee                                                           | Editie onder titel Boer zkt Vrouw - blind verliefd                                                             |
| 15      | 5                   | Dina Tersago |                                                               | Ja       | Nee                                                           | Editie onder titel Boer zkt Vrouw - blind verliefd                                                             |
| 16      | 7                   | Dina Tersago | Ja                                                            | Ja       | Eerste editie naar oude format laatst gebruikt in seizoen 10. | |
| 17      | 6                   | Dina Tersago | Nee                                                           | Ja       | Eerste editie met een deelnemer die voor de 2de keer deelnam. | |

## Seizoenen

### Seizoen 1 (2004)
Het eerste seizoen van Boer zkt Vrouw liep van maart tot en met mei 2004 en werd gepresenteerd door Dina Tersago. Er deden in totaal tien mannelijke boeren mee die een vrouw zochten.

### Seizoen 2 (2005)
Het tweede seizoen liep van 2 september 2005 tot 18 november 2005. Opnieuw deden er tien mannelijke boeren mee die een vrouw zochten.
| Naam                | Leeftijd | Woonplaats    | Beroep                                     | Resultaat         |
| ------------------- | -------- | ------------- | ------------------------------------------ | ----------------- |
| Daniel Saels        | 38       | Halen         | kippenfokker                               | koos voor Suzy    |
| Bart Demeyere       | 21       | Moere         | konijnen- en melkveehouder                 | koos voor Sylvie  |
| Wim Van Den Heuvel  | 27       | Minderhout    | glasaardbeienteler                         | koos voor Sophie  |
| Wim Leroy           | 32       | Bogaarden     | melkveehouder                              | koos voor Lobke   |
| Nico Vandaele       | 35       | Oostduinkerke | schapen- en vleesveehouder                 | koos voor Jessy   |
| Danny Rijnders      | 41       | Berlaar       | paardenfokker                              | niet geselecteerd |
| Steven Bruyneel     | 26       | Overboelare   | melkvee- en vleesveehouder                 | niet geselecteerd |
| Dirk De Rouck       | 42       | Zwalm         | vleesveehouder, witlof- en aardbeienkweker | niet geselecteerd |
| Geert Vandevelde    | 39       | Varsenare     | melkvee- en vleesveehouder                 | niet geselecteerd |
| Daniel De Schaetzen | 39       | Hoeselt-Werm  | fruitteler                                 | niet geselecteerd |

### Seizoen 3 (2007)
Aan het derde seizoen deden er opnieuw tien vrijgezelle boeren mee. Negen mannen zochten een vrouw en een vrouw zocht een man. Boer Mick kreeg een recordaantal van 202 brieven. Op vrijdag 18 mei 2007 werden de boeren voorgesteld. Op 10 september 2007 claimde de eerste aflevering met 1,6 miljoen kijkers de eerste plaats van de kijkcijfers.
| Naam               | Leeftijd | Woonplaats        | Beroep                                  | Resultaat         |
| ------------------ | -------- | ----------------- | --------------------------------------- | ----------------- |
| Mick Van Orshoven  | 36       | Meeuwen-Gruitrode | paardenfokker                           | koos voor Sandra  |
| Annelies Vercauter | 23       | Ertvelde          | melkvee- en zeugenhoudster              | koos voor Johan   |
| Abel Bracke        | 28       | Laarne            | boomkweker                              | koos voor Evy     |
| Christoph Cornette | 30       | Beauvoorde        | akkerbouwer, melkveehouder en veemester | koos voor Sylvie  |
| Kris Heirbaut      | 27       | Temse             | melkveehouder en zuivelverwerker        | koos voor Ginny   |
| Nico Vos           | 38       | Herk-de-Stad      | fruitteler                              | niet geselecteerd |
| Sandip Cosyns      | 26       | Herne             | melkveehouder                           | niet geselecteerd |
| Koen Devriese      | 36       | Aalter-Lotenhulle | paardenmelker                           | niet geselecteerd |
| Rinny Focke        | 37       | Sluis             | pootgoedteler                           | niet geselecteerd |
| Herman Beke        | 29       | Hensies           | melkveehouder en akkerbouwer            | niet geselecteerd |

### Seizoen 4 (2008)
Aan het vierde seizoen, dat werd uitgezonden in het najaar van 2008, had elf deelmers, negen mannen die een vrouw zochten en twee vrouwen die op zoek waren naar een man. Hieronder waren een broer en zus: Filip en Sandy. In de reünieaflevering bleek dat boerin Marie-Harry en boer Olivier een relatie hadden gekregen. Ze trouwden in 2010.
| Naam                  | Leeftijd | Woonplaats  | Soort bedrijf                            | Resultaat         |
| --------------------- | -------- | ----------- | ---------------------------------------- | ----------------- |
| Marie-Harry Willems   | 23       | Asse        | vleesveehoudster                         | koos voor Wim     |
| Olivier Smets         | 22       | Ravels      | melkveehouder en akkerbouwer             | koos voor Lesley  |
| Frederik Dewaghtere   | 20       | Hooglede    | akkerbouwer, vleesvee- en pluimveehouder | koos voor Eline   |
| Gunther Van Doorslaer | 33       | Meise       | boomkweker                               | koos voor Rebecca |
| Filip Boulliard       | 29       | Houtvenne   | pluimveehouder                           | koos voor Sophie  |
| Filip Van den Bossche | 28       | Buggenhout  | melkveehouder                            | niet geselecteerd |
| Sandy Van den Bossche | 26       | Buggenhout  | melkveehoudster                          | niet geselecteerd |
| Wim Suenens           | 24       | Lennik      | akkerbouw, melkvee- en vleesveehouder    | niet geselecteerd |
| Lode Schillemans      | 43       | Postel      | mestveefokker                            | niet geselecteerd |
| Kurt Rogiers          | 36       | Tessenderlo | melkveehouder en akkerbouwer             | niet geselecteerd |
| Jan Lamberts          | 35       | Londerzeel  | schapenhouder en aardappelteler          | niet geselecteerd |

### Seizoen 5 (2009)
Aan het vijfde seizoen deden acht mannen en een vrouw mee die allen op zoek waren naar een vrouw.
| Naam                | Leeftijd | Woonplaats          | Beroep                       | Resultaat           |
| ------------------- | -------- | ------------------- | ---------------------------- | ------------------- |
| Conny Van der Veken | 43       | Meer                | mestveefokster               | koos voor Ingrid    |
| Jeroen Deboeverie   | 21       | Bissegem            | bijenboer                    | koos voor Stephanie |
| Staf Deboes         | 54       | Hakendover          | zorgboer en akkerbouwer      | koos voor Sabine    |
| Fons Van Looy       | 49       | Saint-Sornin-Leulac | melkveehouder                | koos voor Nadine    |
| Tom Vanroye         | 25       | Linter              | fruitteler                   | koos voor Hannelore |
| Karel Brusselmans   | 27       | Zele                | melkveehouder                | niet geselecteerd   |
| Danny De Theye      | 44       | Stekene             | mest- en kweekveehouder      | niet geselecteerd   |
| Kristof Verstraete  | 25       | Zomergem            | vleesveehouder               | niet geselecteerd   |
| Bart Van Gorp       | 35       | Oud-Turnhout        | mestveefokker en akkerbouwer | niet geselecteerd   |

### Seizoen 6 (2010)
In het zesde seizoen zochten negen mannen een vrouw en een vrouw een man. Een van de mannen had zijn bedrijf in de Verenigde Staten.
| Naam              | Leeftijd | Woonplaats       | Beroep                        | Resultaat          |
| ----------------- | -------- | ---------------- | ----------------------------- | ------------------ |
| Damien Depraetere | 24       | Deftinge         | akkerbouwer en vleesveehouder | koos voor Yana     |
| Martine Deroo     | 34       | Heppen           | paardenfokster                | koos voor Frederik |
| Luc Vandewalle    | 29       | Lichtervelde     | vleesveehouder en akkerbouwer | koos voor Barbara  |
| Stijn De Visscher | 29       | Meerdonk         | paardenhouder                 | koos voor Katrien  |
| Gert Van Loon     | 28       | Verenigde Staten | melkveehouder                 | koos voor Tatjana  |
| Filip Dhoest      | 41       | Varsenare        | groenteteler                  | niet geselecteerd  |
| Marc David        | 42       | Lochristi        | vleesveehouder                | niet geselecteerd  |
| Willy Theunis     | 49       | Koersel          | schapenhouder                 | niet geselecteerd  |
| Bart Van de Vloet | 36       | Zoersel          | melkveehouder                 | niet geselecteerd  |
| Wim Van Bulck     | 39       | Duffel           | groenteteler                  | niet geselecteerd  |

### Seizoen 7 (2011)
In het zevende seizoen waren negen mannen op zoek naar een vrouw en een vrouw op zoek naar een man. Kandidaat Joeri vond een partner na de oproepaflevering. Hij koos daardoor om niet meer deel te nemen aan het programma. Boer Jeroen leerde Charlotte kennen buiten het programma. Ze bleven samen in het programma en waren te volgen gedurende het zevende seizoen.
| Naam                 | Leeftijd | Woonplaats   | Beroep                                            | Resultaat           |
| -------------------- | -------- | ------------ | ------------------------------------------------- | ------------------- |
| Tanja Goethals       | 23       | Bassevelde   | vleesveehoudster, mestveefokster en akkerbouwster | koos voor Miguel    |
| Hendrik Appelmans    | 41       | Schepdaal    | groenteteler                                      | koos voor Ana-Maria |
| Jerry Van Campenhout | 32       | Humbeek      | mestveefokker                                     | koos voor Marieke   |
| Tony De Vreese       | 32       | Merendree    | vleesveehouder                                    | koos voor Daisy     |
| Jeroen Pittery       | 24       | Wilskerke    | vleesveehouder en akkerbouwer                     | koos voor Charlotte |
| Wim Creëlle          | 39       | Vinderhoute  | varkenhouder                                      | niet geselecteerd   |
| Paul Maes            | 50       | Rossem       | vleesveehouder en akkerbouwer                     | niet geselecteerd   |
| Jeroen Devoldere     | 38       | Tielt        | vleesveehouder en akkerbouwer                     | niet geselecteerd   |
| José Lampaert        | 39       | Westvleteren | melkveehouder en mestveefokker                    | niet geselecteerd   |
| Joeri Röttger        | 43       | Houwaart     | wijnboer                                          | niet geselecteerd   |

### Seizoen 8 (2012)
In het achtste seizoen waren vijf mannen op zoek naar een vrouw. Nieuw was dat geen enkele boer nog afviel, maar elke boer het hele programma werd gevolgd. In dit seizoenen namen twee broers deel: Adriaan en Aster. Giovanni was de broer van boer Christoph uit het derde seizoen.
| Naam              | Leeftijd | Woonplaats | Beroep                                  | Resultaat         |
| ----------------- | -------- | ---------- | --------------------------------------- | ----------------- |
| Aster De Nil      | 27       | Berlare    | melkveehouder                           | koos voor Debbie  |
| Adriaan De Nil    | 25       | Berlare    | melkveehouder                           | koos voor Lien    |
| Eddy Laenen       | 48       | Geel       | kalverboer                              | koos voor Chantal |
| Giovanni Cornette | 33       | Beauvoorde | akkerbouwer, melkveehouder en veemester | koos voor Kelly   |
| Paul De Clercq    | 62       | Oosterzele | akkerbouwer                             | koos voor Ludwine |

### Seizoen 9 (2013)
In het negende seizoen werden vijf mannelijke boeren gevolgd die een vrouw zochten. Boer Willy was de oudste deelnemer ooit.
| Naam              | Leeftijd | Woonplaats | Beroep      | Resultaat         |
| ----------------- | -------- | ---------- | ----------- | ----------------- |
| Andy Van Rossem   | 28       | Daknam     | veeboer     | koos voor Steffie |
| Howard Van Rooy   | 47       | Merksplas  | paardenboer | koos voor Suzanna |
| Jan Vanroose      | 22       | Koekelare  | varkensboer | koos voor Emely   |
| Jurgen Van Hooste | 37       | Stekene    | witlofboer  | koos voor Veerle  |
| Willy Vernaeve    | 63       | Frankrijk  | groenteboer | koos voor Arlette |

### Seizoen 10 (2014)
In de tiende reeks namen vier boeren en twee boerinnen deel. Boer Patrick nam deel met zijn dochter, boerin Kelly. Na de speeddates verliet Patrick het programma. Nathalie en Geoffrey verloofden zich op het einde van het programma.
| Naam               | Leeftijd | Woonplaats | Beroep           | Resultaat             |
| ------------------ | -------- | ---------- | ---------------- | --------------------- |
| Kelly Vergauwen    | 23       | Leest      | veehoudster      | koos voor Antoine     |
| Luc Knockaert      | 48       | Roksem     | vleesveehouder   | koos voor Chris       |
| Nathalie Hellinckx | 23       | Merchtem   | vleesveehoudster | koos voor Geoffrey    |
| Peter-Jan De Prest | 31       | Oedelem    | varkensboer      | koos voor Ellen       |
| Ruben Bauwens      | 25       | Waarschoot | melkveehouder    | kandidates vertrokken |
| Patrick Vergauwen  | 48       | Leest      | veehouder        | verliet het programma |

### Seizoen 11 (2018)
In het elfde seizoen, dat onder de naam Boer zkt Vrouw - De Wereld Rond werd uitgezonden, gingen Dina Tersago en An Lemmens op zoek naar een vrouw voor vijf mannelijke boeren die in het buitenland wonen en werken. Dit concept werd in Nederland uitgezonden als Boer Zoekt Vrouw Internationaal. In november 2017 kondigde VTM aan dat Boer zoekt vrouw zal terugkeren. Het werd een versie met boeren die in het buitenland wonen en werken. Deze editie brak het record van meeste brieven. Er werden in totaal 1502 brieven gestuurd naar de boeren. Boer Jan bleek de populairste boer ooit met 789 brieven.
| Naam   | Leeftijd | Woonplaats  | Beroep         | Resultaat          |
| ------ | -------- | ----------- | -------------- | ------------------ |
| Bjorn  | 28       | Canada      | honingwijnboer | koos voor Evelyn   |
| Jan    | 29       | Australië   | cowboy         | koos voor Romina   |
| Jeroen | 27       | Duitsland   | melkveeboer    | koos voor Severien |
| Manu   | 53       | Zuid-Afrika | olijfboer      | koos voor Hilde    |
| Jitse  | 22       | Noorwegen   | zorgboer       | koos voor Emily    |

### Seizoen 12 (2019)
In het twaalfde seizoen, dat opnieuw onder de naam Boer zkt Vrouw - De Wereld Rond werd uitgezonden, gingen Dina Tersago en An Lemmens op zoek naar een vrouw voor vijf mannelijke boeren en een man voor één boerin die in het buitenland wonen en werken.
| Naam     | Leeftijd | Woonplaats | Beroep         | Resultaat         |
| -------- | -------- | ---------- | -------------- | ----------------- |
| Victor   | 25       | Bulgarije  | akkerboer      | koos voor Rani    |
| Etienne  | 55       | Kaapverdië | suikerrietboer | koos voor Rebecca |
| Stephan  | 33       | Canada     | horseman       | koos voor Evelien |
| Gerard   | 43       | Duitsland  | akkerbouwer    | koos voor Marijke |
| Marianne | 40       | Finland    | huskygids      | koos voor Remco   |

### Seizoen 13 (2020)
In het dertiende seizoen, dat onder de naam Boer zkt Vrouw - Home Sweet Home werd uitgezonden namen vier mannen deel die een vrouw zochten en een man en een vrouw die beiden een man zochten. Dina Tersago en An Lemmens deden weer samen de presentatie.
| Naam            | Leeftijd | Woonplaats       | Beroep                              | Resultaat         |
| --------------- | -------- | ---------------- | ----------------------------------- | ----------------- |
| Frits Stevens   | 23       | Hamont-Achel     | pluimveehouder                      | koos voor Hanne   |
| David Franssens | 36       | Sint-Gillis-Waas | perenkweker                         | koos voor Sarah   |
| Veerle Liesens  | 29       | Dilsen-Stokkem   | paardenverzorgster en -trainster    | koos voor Thibaut |
| Bart Beyaert    | 28       | Wortegem-Petegem | akkerbouwer en varkensboer          | koos voor Céline  |
| Dries Claeys    | 31       | Zuienkerke       | paardenpensionhouder en akkerbouwer | koos voor Melissa |
| Tristan Swennen | 25       | Oudsbergen       | loonwerker en veeboer               | koos voor Lucas   |

### Seizoen 14 (2021-2022)
Het veertiende seizoen werd onder de naam Boer zkt Vrouw - blind verliefd uitgezonden. Dina Tersago deed ditmaal alleen de presentatie. Vier mannen zochten een vrouw en een vrouw een man.
| Naam                  | Leeftijd | Woonplaats | Beroep        | Resultaat                                  |
| --------------------- | -------- | ---------- | ------------- | ------------------------------------------ |
| William Junior Dougan | 24       | Westerlo   | Ranch         | koos voor Amber                            |
| Elien Ceustermans     | 26       | Lommel     | Melkveehouder | koos voor Lorenz                           |
| Garry Sterckx         | 45       | Itegem     | Geitenboer    | koos voor Els                              |
| Tomas                 | 25       | Onbekend   | Groenteboer   | Verliefd voordat het programma was gestart |
| Kim Biets             | 29       | Gingelom   | Aardappelboer | koos eerst voor Ginny, daarna voor Emi     |
| Cyriel Capoen         | 27       | Vleteren   | Melkveehouder | koos voor Els                              |

### Seizoen 15 (2022-2023)
Het vijftiende seizoen werd wederom onder de naam Boer zkt Vrouw - blind verliefd uitgezonden. Dina Tersago deed weer alleen de presentatie. Vier mannen zochten een vrouw en een vrouw een man.
| Naam    | Leeftijd | Woonplaats  | Beroep                          | Resultaat       |
| ------- | -------- | ----------- | ------------------------------- | --------------- |
| Jef     | 33       | Arendonk    | Melkveehouder                   | koos voor Bente |
| Kevin   | 27       | Damme       | Landbouwer witloof en frambozen | koos voor Jana  |
| Cathy   | 36       | Tielt-Winge | Kinderboerderij                 | koos voor Kenny |
| Raphaël | 25       | Onbekend    | Hoefsmid                        | koos voor Jasha |
| Stef    | 28       | Lier        | Melkveehouder                   | koos voor Leen  |

### Seizoen 16 (2023-2024)
In het zestiende seizoen zochten vijf mannen een vrouw en een vrouw een man. Het seizoen werd weer gepresenteerd door Dina Tersago. Het seizoen gebruikte het oude format zoals laatst gebruikt werd in seizoen 10. Het woord Blind verliefd verdween uit de oproepafleveringen.
| Naam                 | Leeftijd | Woonplaats        | Beroep                                 | Resultaat                                  |
| -------------------- | -------- | ----------------- | -------------------------------------- | ------------------------------------------ |
| Niels Van Crombrugge | 32       | Gierle            | Vleesveehouderij                       | Koos voor Sylvie                           |
| Bert Vermeersch      | 28       | Oeselgem          | Vlasboer                               | Koos voor Melissa                          |
| Manuel Baeyens       | 35       | Sint-Lievens-Esse | Biodynamische groente- en vleesveeboer | Verliefd voordat het programma was gestart |
| Sanne Theeuwissen    | 33       | Bocholt           | Melkveeboerin                          | Koos niemand                               |
| Thomas Leplae        | 30       | Vleteren          | Melkveeboer                            | Koos voor Amber                            |
| Michiel Dubucq       | 27       | Geraardsbergen    | Melkveeboer                            | Koos voor Rune                             |
| Martijn Kesters      | 35       | Bree              | Melkveeboer                            | Koos voor Lisanne                          |
| Robbe Ceelen         | 29       | Zweden            | Melkveeboer                            | Koos voor Branko                           |

### Seizoen 17 (2024-2025)
In het zeventiende seizoen gaat Dina Tersago op zoek naar een vrouw voor twee mannelijke boeren. Het nieuwe seizoen start op 7 januari 2025. De kandidaten werden voorgesteld in de special Boer zkt Vrouw - 20 jaar. Elke week worden 2 afleveringen uitgezonden. 
| Naam             | Leeftijd | Woonplaats       | Beroep                          | Resultaat                         |
| ---------------- | -------- | ---------------- | ------------------------------- | --------------------------------- |
| Yarne Rummens    | 23       | Oplinter         | Vleesveehouderij                | Koos voor Joline                  |
| Michiel De Meyst | 32       | Frankrijk        | Edelhertenkweker                | Verliefd voor het programma begon |
| Tom De Windt     | 40       | Desteldonk       | Microgroentenboer               |                                   |
| Fauve Karkan     | 31       | Opwijk           | Kinderboerderij                 |                                   |
| Ruben Bauwens    | 34       | Waarschoot       | Melkveehouder                   |                                   |
| Eline Boden      | 23       | Essen            | Vee & akkerboerin               |                                   |
| Alberic Tack     | 58       | Sint-Gillis-Waas | Aardappel-, appel- en perenboer |                                   |

## Spin-off

### Boer zocht Vrouw(2009 en 2012)
In deze speciale afleveringen ging presentatrice Dina Tersago op bezoek bij boeren uit de vorige seizoenen. Erna werden de kandidaten voor de nieuwe seizoenen voorgesteld. Zowel in 2009 als in 2012 werd Boer zocht Vrouw uitgezonden als aanloop naar het nieuwe seizoen.

### Boer zkt Vrouw - 20 jaar (2024)
In deze speciale afleveringen gaat presentatrice Dina Tersago op bezoek bij boeren uit voorgaande seizoenen. Erna worden zeven kandidaten voor het nieuw seizoen voorgesteld, waaronder een boer die opnieuw zal deelnemen. De special bestaat uit drie afleveringen. De eerste aflevering wordt uitgezonden voor de reünie-aflevering van seizoen 16. De andere volgen na de reünie-aflevering.
| Aflevering 1          | Aflevering 1 | Aflevering 1                                    |
| Naam                  | Seizoen      | Situatie 2024                                   |
| --------------------- | ------------ | ----------------------------------------------- |
| Kris Brusselmans      | Seizoen 1    | Getrouwd, twee kinderen                         |
| Joeri Berthels        | Seizoen 1    | Samenwonend, twee kinderen                      |
| Wim Seunens           | Seizoen 4    | Getrouwd, drie kinderen                         |
| Steven Bruyneel       | Seizoen 2    | Getrouwd, twee kinderen, boerderij in Frankrijk |
| Christophe            | Seizoen 3    | Getrouwd, vier kinderen, één stiefzoon          |
| Giovanni              | Seizoen 8    | Alleenstaand                                    |
| Olivier Smeets        | Seizoen 4    | Getrouwd, twee zonen                            |
| Marie-Harry Willems   | Seizoen 4    | Getrouwd, twee zonen                            |
| William Junior Dougan | Seizoen 14   | Samen met Amber                                 |
| Bart Beyaert          | Seizoen 13   | Getrouwd, één dochter                           |